# Rose Marie Schulz-Rehberg

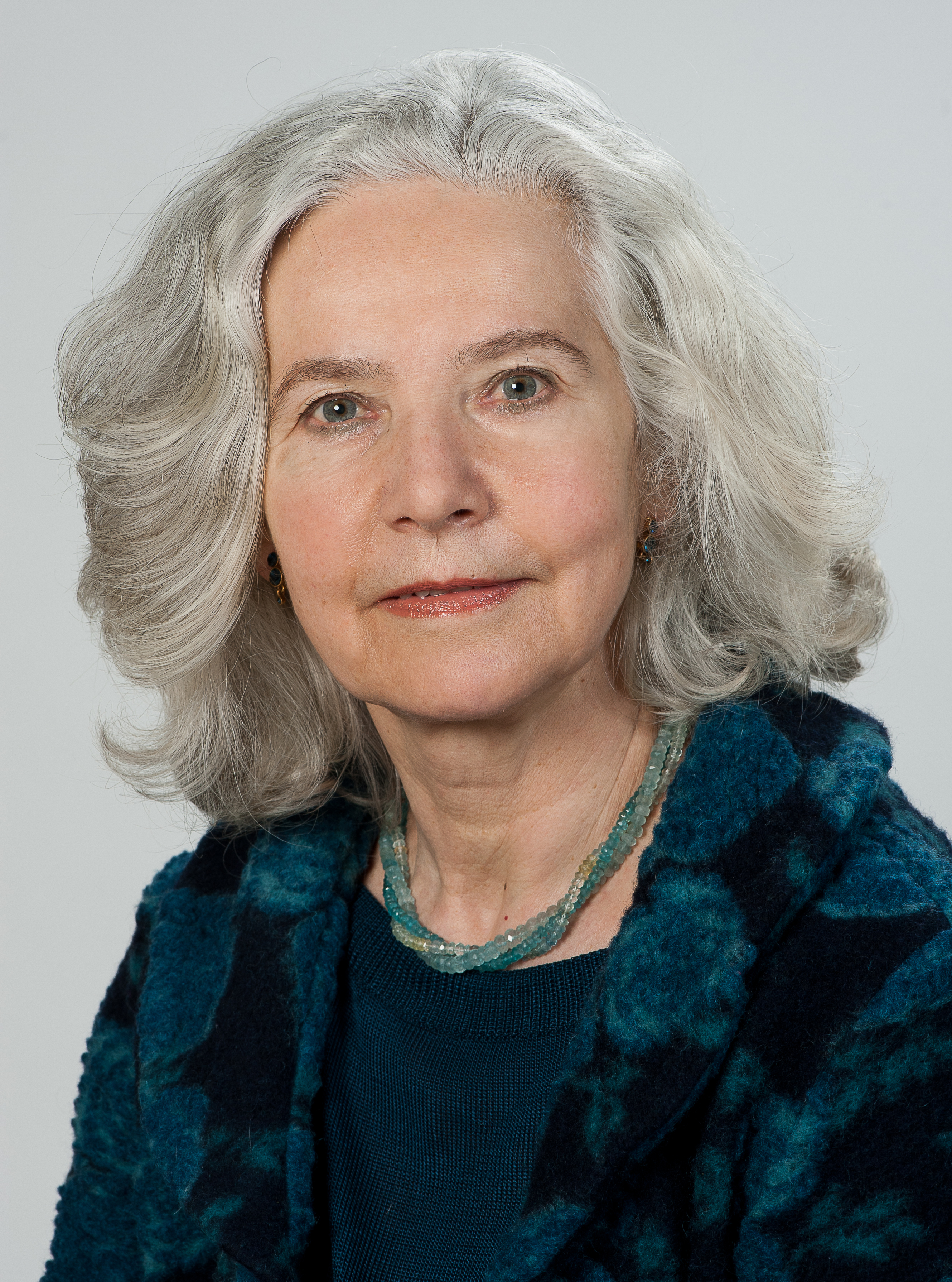
Rose Marie Schulz-Rehberg (2012)

Rose Marie Schulz-Rehberg (* 25. November 1945 in Basel) ist eine in Basel wohnhafte Kunsthistorikerin, Restauratorin und Kunstvermittlerin.

## Leben
Rose Marie Schulz-Rehberg (geb. Rosemarie Schulz) kam am 25. November 1945 als Tochter von Ruth und Werner Schulz-Welti in Basel zur Welt, wo sie auch ihre Kindheit verbrachte. Nach der Matura studierte sie Kunstgeschichte, Archäologie und Byzantinische Kunstgeschichte in Basel, München und Padua.
Anschließend arbeitete Rose Marie Schulz-Rehberg im Kupferstichkabinett des Kunstmuseums Basel, wo sie am Katalog der Originale und in der Bibliothek mitwirkte.
Von 1974 bis 1978 durchlief sie im Kunstmuseum Basel eine Ausbildung zur Restauratorin von Gemälden und Holzskulpturen bei Restaurator Paolo Cadorin.
1982 ließ sich Schulz-Rehberg in Roetgen bei Aachen nieder und schrieb sich an der RWTH Aachen für Kunstgeschichte und Baugeschichte ein.
Von 1996 bis 1997 hatte sie im Landesamt für Archäologie Sachsen in Dresden eine Stelle für archäologische Restaurierungsprojekte inne. Es folgten Studienaufenthalte in Rom und Sizilien und 1999 die Rückkehr nach Basel. Für Basel Tourismus wurde sie als Stadtführerin für historische und thematische Rundgänge in Basel, Augusta Raurica und in verschiedenen Museen sowie im Vermittlungsteam des Kunstmuseums Basel tätig.
Am 14. Oktober 2002 wurde Rose Marie Schulz-Rehberg, betreut von Hans Holländer, an der Philosophischen Fakultät der RWTH Aachen mit dem Prädikat magna cum laude promoviert.
Seit 2012 hat sie drei Bücher über Basler Architekten vom Spätmittelalter bis zum Fin de Siècle publiziert. Sie leitet immer wieder Reisen mit den Schwerpunkten Städtebau und Architektur sowie Landschaftsgestaltung in Europa. Außerdem führte sie verschiedene Kursveranstaltungen an den Volkshochschulen von Basel, Bern und Zürich zu den Themen Architekten des Fin-de-siècle und Hans Holbein d. J. durch.
Sie ist verheiratet und hat eine Tochter und zwei Söhne.

## Werke (Auswahl)
- Die Aachener Elfenbeinsitula. Ein liturgisches Gefäß im Spannungsfeld von Imperium und Sacerdotium. Dissertation. Aachen/Basel 2006, ISBN 978-3-86582-284-0.
- Architekten des Fin de Siècle. Bauen in Basel um 1900. Christoph Merian Verlag, Basel 2012, ISBN 978-3-85616-527-7.
- Architekten des Klassizismus und Historismus. Bauen in Basel 1780–1880. Christoph Merian Verlag, Basel 2015, ISBN 978-3-85616-643-4.
- Architekten von der Gotik bis zum Barock. Bauen in Basel von 1280 bis 1780. Christoph Merian Verlag, Basel 2019, ISBN 978-3-85616-894-0.
  - Gesamtausgabe aller drei Bände: Architekten von der Gotik bis zum Fin de Siècle. Bauen in Basel 1280–1914. Christoph Merian Verlag, Basel 2021, ISBN 978-3-85616-942-8.
- Basel. Basel gestern – Basel heute. Heimatschutz Basel, Basel 2022. (Baukultur entdecken; 46).
- Der Basler Maler Ernst Stückelberg 1831–1903. Leben und Werk. Reinhardt-Verlag, Basel 2023, ISBN 978-3-7245-2639-1.